# Мариани, Ребекка
Ребе́кка Мариа́ни (итал. Rebecca Mariani; род. 2 ноября 2006, Кортина-д’Ампеццо, Венеция) — итальянская кёрлингистка.
В составе смешанной юниорской сборной команды Италии участник соревнований по кёрлингу на зимних юношеских Олимпийских играх 2024 и зимнего Европейского юношеского Олимпийского фестиваля 2023.
Чемпион Италии среди женщин и среди юниоров.
В «классическом» кёрлинге (команда из четырёх человек одного пола) играет в основном на позиции четвёртого. Скип команды.

## Достижения
- Чемпионат Италии по кёрлингу среди женщин: золото (2024), серебро (2025).
- Чемпионат Италии по кёрлингу среди юниоров: золото (2023, 2024).

## Команды
| Сезон                                          | Четвёртый         | Третий           | Второй                 | Первый             | Запасной                         | Тренер                                       | Турниры                        |
| ---------------------------------------------- | ----------------- | ---------------- | ---------------------- | ------------------ | -------------------------------- | -------------------------------------------- | ------------------------------ |
| 2022—23                                        | Марта Ло Дезерто  | Ребекка Мариани  | Lucrezia Grande        | Камилла Джильберти | Giada Zambelli                   | Марко Мариани, Альберто Пимпини              | ЧМЮ-Б 2022 (дек.) (11 место)   |
| 2022—23                                        | Ребекка Мариани   | Lucrezia Grande  | Letizia Gaia Carlisano | Ракеле Скалессе    |                                  | Марко Мариани, Фабио Риботта                 | ЧИЮ 2023                       |
| 2022—23                                        | Вероника Дзаппоне | Арианна Лозано   | Barbara Gentile        | Ракеле Скалессе    | Ребекка Мариани, Lucrezia Grande | Amanda Bianchi, Марко Мариани                | ЧИЖ 2023 (4 место)             |
| 2023—24                                        | Ребекка Мариани   | Джорджия Маурино | Камилла Джильберти     | Lucrezia Grande    | Ракеле Скалессе                  | Марко Мариани                                | ЧМЮ-Б 2023 (5 место)           |
| 2023—24                                        | Ребекка Мариани   | Lucrezia Grande  | Letizia Gaia Carlisano | Ракеле Скалессе    |                                  | Марко Мариани                                | ЧИЮ 2024 · ЧИЖ 2024            |
| 2024—25                                        | Ребекка Мариани   | Lucrezia Grande  | Letizia Gaia Carlisano | Ракеле Скалессе    | Giada Zambelli (ЧМЮ)             | Екатерина Галкина (ЧМЮ), Марко Мариани (ЧМЮ) | ЧИЖ 2025 · ЧМЮ 2025 (10 место) |
| Кёрлинг среди смешанных команд (mixed curling) |                   |                  |                        |                    |                                  |                                              |                                |
| 2022—23                                        | Andrea Gilli      | Джорджия Маурино | Alberto Cavallero      | Ребекка Мариани    |                                  | Марко Мариани                                | ЗЕЮОФ 2023 (5 место)           |
| 2023—24                                        | Andrea Gilli      | Джорджия Маурино | Alberto Cavallero      | Ребекка Мариани    |                                  | Марко Мариани                                | ЗЮОИ 2024 (7 место)            |

(скипы выделены полужирным шрифтом)

## Частная жизнь
Из семьи кёрлингистов: её дед Лино Мариани — кёрлингист и тренер, участник мужских чемпионатов мира в 1973 и 1974; её отец Марко Мариани — кёрлингист и тренер, участник зимних Олимпийских игр 2006, в числе прочего тренер женской команды Ребекки.